# ماري لويز بوهم
ماري لويز بوهم (بالإنجليزية: Mary Louise Boehm)‏ هي عازفة بيانو ورسامة أمريكية، ولدت في 1928، وتوفيت في 29 نوفمبر 2002.

## وصلات خارجية
- ماري لويز بوهم على موقع ميوزك برينز (الإنجليزية)
- ماري لويز بوهم على موقع ديسكوغز (الإنجليزية)